# Achojcha rellena
La achojcha rellena, también llamada caigua rellena, es un plato típico de la gastronomía peruana y boliviana. El platillo presenta el fruto de la achojcha o caigua abierto transversalmente y relleno con diferentes ingredientes, como carne y verduras.

## Variantes

### Bolivia
En Bolivia, la achojcha (del quechua achuqcha) rellena se prepara abriendo el fruto y y rellenándolo con cebolla, papa, huevo y carne de res, principalmente. Se fríe luego de haber rebozado la achojcha con harina y huevo. También se la puede comer en un ají.

### Perú
En Perú, la caigua (del quechua qaywa) rellena se suele acompañar con arroz blanco. Respecto al relleno, además de la carne y la cebolla, este suele incluir maní y aceitunas. A diferencia de la versión boliviana, las caiguas peruanas no se pasan por harina para ser freírlas.
Antiguamente se les conocía como albóndigas por la mezcla de carne molida de res o cerdo, o conservas de atún, aceitunas, pasas, huevo duro picado y pan remojado, de forma que en la gastronomía peruana las albóndigas no se sirven en forma esférica sino como relleno de un vegetal.

## Galería

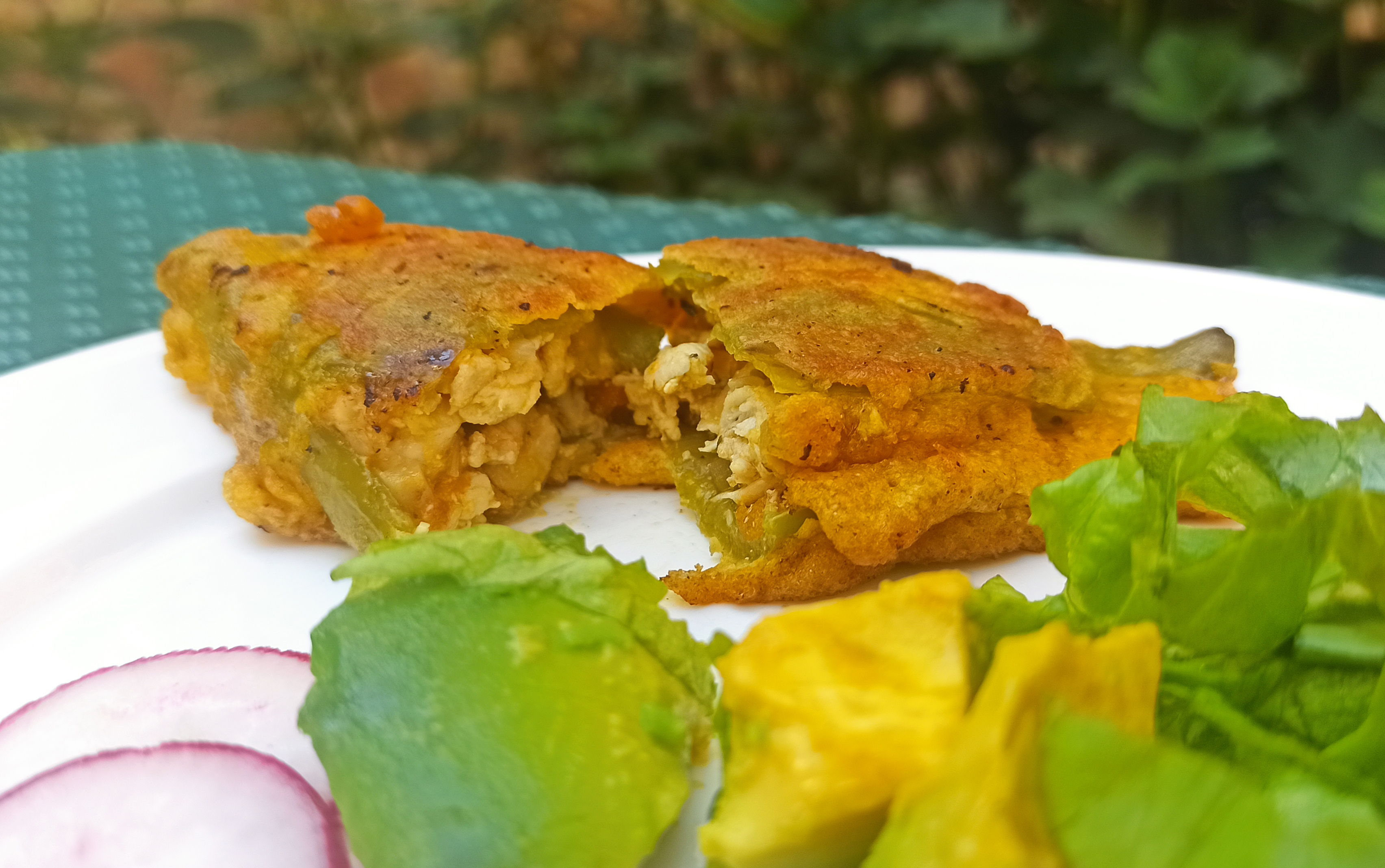
Achojchas rellenas de Bolivia
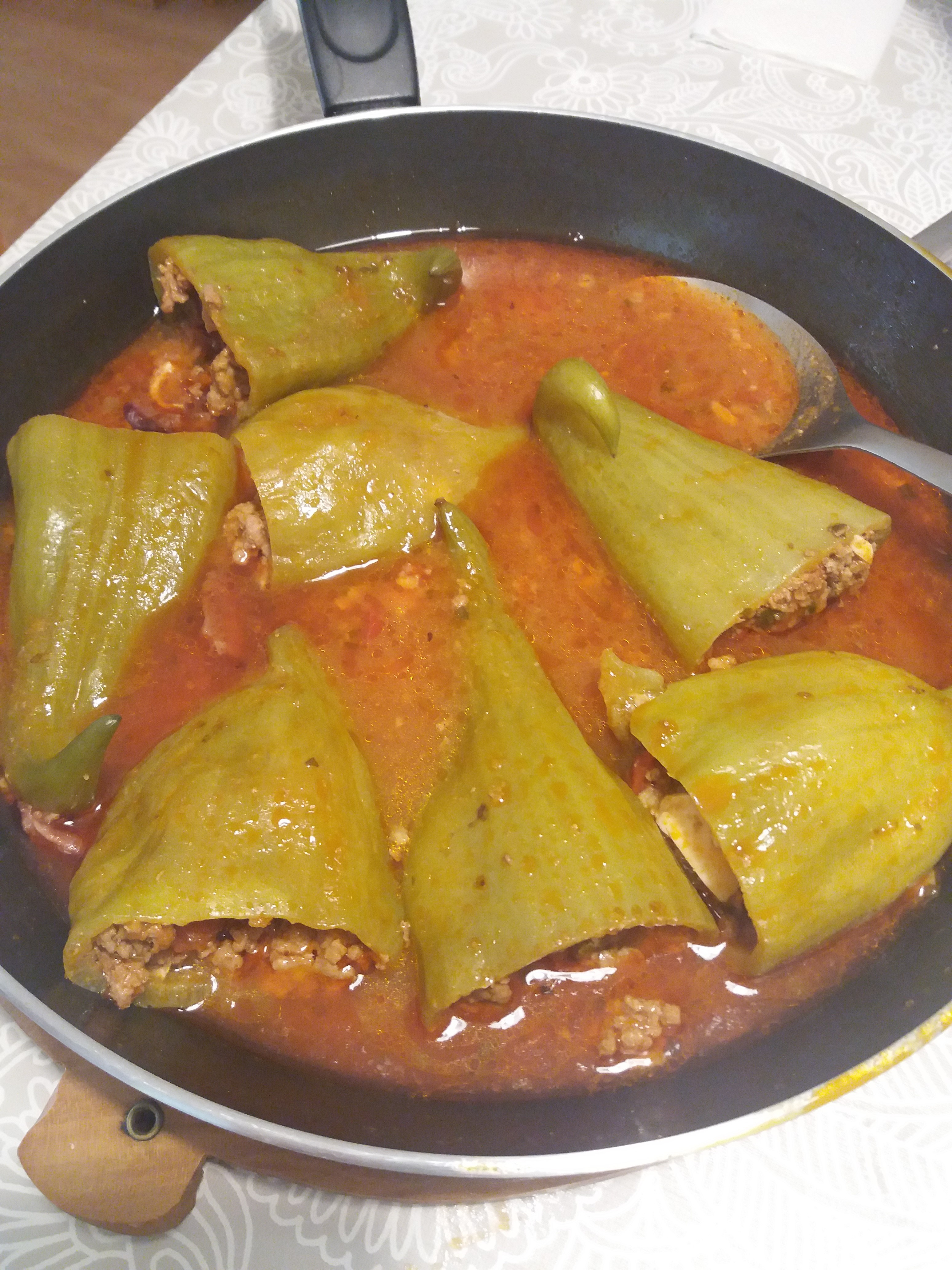
Caiguas rellenas de Perú
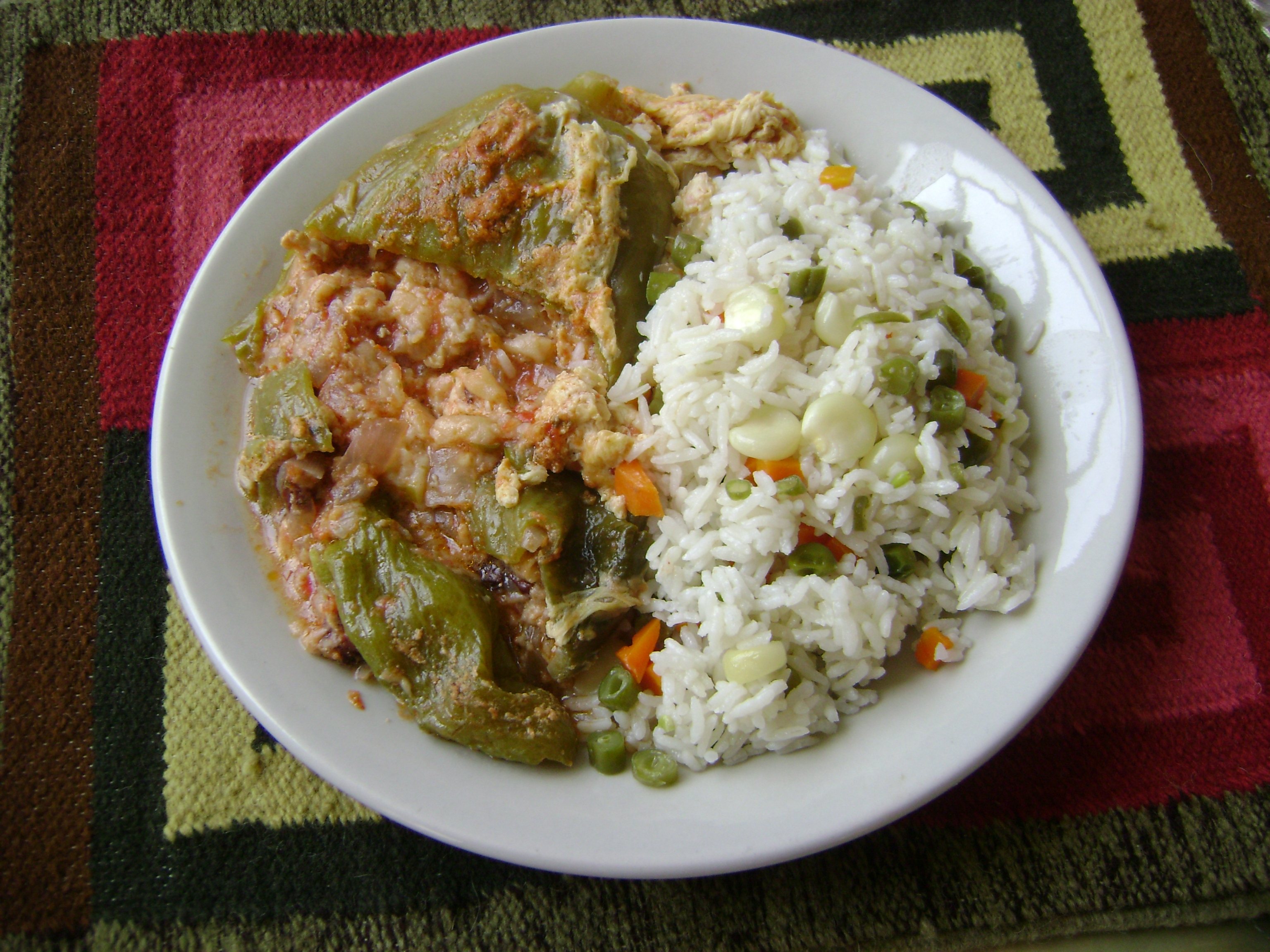
Caiguas rellenas acompañadas con arroz